# Gozd, Kamnik
Gozd este o localitate din comuna Kamnik, Slovenia, cu o populație de 140 de locuitori.